# Van Meter
Van Meter és una població dels Estats Units a l'estat d'Iowa. Segons el cens del 2000 tenia 866 habitants.

## Demografia
Segons el cens del 2000, Van Meter tenia 866 habitants, 326 habitatges, i 237 famílies. La densitat de població era de 557,3 habitants/km².
Dels 326 habitatges en un 41,1% hi vivien nens de menys de 18 anys, en un 59,2% hi vivien parelles casades, en un 11,3% dones solteres, i en un 27% no eren unitats familiars. En el 20,9% dels habitatges hi vivien persones soles el 3,7% de les quals corresponia a persones de 65 anys o més que vivien soles. El nombre mitjà de persones vivint en cada habitatge era de 2,66 i el nombre mitjà de persones que vivien en cada família era de 3,13.
Per edats la població es repartia de la següent manera: un 30,5% tenia menys de 18 anys, un 6,8% entre 18 i 24, un 33,4% entre 25 i 44, un 21,4% de 45 a 60 i un 8% 65 anys o més.
L'edat mediana era de 35 anys. Per cada 100 dones de 18 o més anys hi havia 88,1 homes.
La renda mediana per habitatge era de 50.625 $ i la renda mediana per família de 59.000 $. Els homes tenien una renda mediana de 37.895 $ mentre que les dones 26.023 $. La renda per capita de la població era de 20.272 $. Entorn del 0,8% de les famílies i el 2,7% de la població estaven per davall del llindar de pobresa.

## Poblacions més properes
El següent diagrama mostra les poblacions més properes.